# Alfa solenoid
Alfa solenoid je proteinsko savijanje prisutno u proteinskim podjedinicama kompleksa sabiranja svetlosti, posebno u peridinin hlorofilnim proteinima dinoflagelata, i u domenima većih eukariotskih proteina koji sačinjavaju kompleks pora jedra. Motiv se sastoji od alfa heliksa koji obrazuju zakrivljenu šemu, koja podseća na savijanje beta barela. Mera alfa solenoidne zakrivljenosti zavisi od primarne sekvence. Jako zakrivljeni solenoidi imaju predvidive sekventne šeme, što je bilo korisno u identifikaciji mogućih solenoidu sličnih komponenti u proteazomu.

## Literatura
- Hofmann E, Wrench PM, Sharples FP, Hiller RG, Welte W, Diederichs K. (1996). Structural basis of light harvesting by carotenoids: peridinin-chlorophyll-protein from Amphidinium carterae. Science 272(5269):1788-91.
- Devos D, Dokudovskaya S, Alber F, Williams R, Chait BT, Sali A, Rout MP. (2004). Components of coated vesicles and nuclear pore complexes share a common molecular architecture. PLoS Biol 2(12):e380.
- Kajava AV. (2002). What curves alpha-solenoids? Evidence for an alpha-helical toroid structure of Rpn1 and Rpn2 proteins of the 26 S proteasome. J Biol Chem 277(51):49791-8.